# Indexi (nagrada)
Indexi je bosanskohercegovačka muzička nagrada koja je do 2008. godine nosila naziv Davorin. Osnovni cilj godišnje muzičke nagrade Indexi je afirmacija bosanskohercegovačkog muzičkog stvaralaštva u zemlji i svijetu i valorizacija najuspješnijih ostvarenja bosanskohercegovačkih muzičkih autora i izvođača u jednoj kalendarskoj godini. Nagrada je simbolično posvećena uspomeni na grupu Indeksi. Nagradu, sa prvobitnim nazivom Davorin ustanovio je 2002. godine Josip Dujmović.

## Kandidature i kategorije
Nagrada se dodjeljuje u žanrovima pop i rok muzike. Za nagradu automatski konkuriraju sva izdanja i muzička ostvarenja državljana Bosne i Hercegovine realizovana, odnosno javno predstavljena i izvedena u razdoblju od 1. januara do 31. decembra prethodne godine (izborna godina).

## Glasanje
O nagradama odlučuje glasačko tijelo kojeg čine producenti, predstavnici bosanskohercegvačkih muzičkih novinskih, radijskih i televizijskih redakcija, predstavnici diskografskih kuća, te dobitnici nagrada u prethodnim godinama. Glasanje se provodi u dva kruga. Glasanjem u prvom krugu se utvrđuju nominacije, a u drugom krugu se glasa za dobitnike nagrade.
Broj nominacija za svaku godinu utvrđuje Upravni odbor i taj broj ne može biti manji od tri, a veći od pet nominacija u svakoj od kategorija. Glasanjem u prvom krugu, glasačko tijelo među svim ponuđenim kandidatima u svakoj od kategorija glasa za po tri kandidata. Kandidati sa najvećim brojem glasova po okončanju prvog kruga postaju nominovani za nagradu. Nominacije za dobitnike nagrade objavljuju se u sredstvima javnog informisanja odmah nakon okončanja prvog kruga glasanja.
Glasanjem u drugom krugu, isto glasačko tijelo među svim ponuđenim nominacijama u svakoj od kategorija glasa za po jednog nominovanog kandidata. Nominovani kandidat sa najvećim brojem glasova po okončanju drugog kruga postaje dobitnik nagrade. Brojenje glasova za nominacije i dobitnike nagrade obavlja Direkcija nagrade, a verificira Upravni odbor, koji garantira regularnost i tajnost prebrojavanja glasova. Rezultati glasanja za dobitnike nagrade su tajna do proglašenja dobitnika nagrade.
Prva dodjela nagrade Davorin obavljena je u Bosanskom narodnom pozorištu u Zenici, 24. avgusta 2002. Neki od dobitnika nagrade su Zabranjeno pušenje, Laka, Kemal Monteno, Hari Mata Hari, Indeksi, Edo Maajka, Din, Zdravko Čolić, Irina Kapetanović, Toše Proeski, Arsen Dedić, Frenki itd.

## Spoljašnje veze
- Zvanična internet prezentacija Архивирано на веб-сајту  (28. јануар 2021) (језик: бошњачки)
- (језик: бошњачки)